# Campeonato Chileno de Futebol de 2013 - Segunda Divisão
O Campeonato Chileno de Futebol de Segunda Divisão de 2013 (oficialmente Campeonato Nacional Petrobras de Transición de Primera B del Fútbol Profesional 2013) foi a 63ª edição do campeonato do futebol do Chile, segunda divisão, no formato "Primera B". Os 14 clubes jogam apenas em turno em dois grupos de forma regionalizada (Norte e Sul). O campeão é promovido para o Campeonato Chileno de Futebol de 2013 Apertura. O clube subsequente da tabela  jogaria partidas de ida e volta com o penúltimo colocado (Club Deportes Cobresal). O último colocado jogaria partidas de ida e volta com o campeão da Segunda División Profesional de 2013 para ver se era rebaixado para a Segunda División Profesional de 2013-14, terceiro escalão chileno.

## Participantes
| Equipe                                        | Cidade        | Região                           | No ano anterior                                    | Estádio                                  | Capacidade | Títulos              | Participações |
| --------------------------------------------- | ------------- | -------------------------------- | -------------------------------------------------- | ---------------------------------------- | ---------- | -------------------- | ------------- |
| Club de Deportes Lota Schwager                | Coronel       | Região de Bío-Bío                | Décimo Terceiro Lugar                              | Estádio Municipal Federico Schwager      | 18.500     | 2 (1969, 1986)       | 29            |
| Club de Deportes Coquimbo Unido               | Coquimbo      | Região de Coquimbo               | Oitavo Lugar                                       | Estádio La Pampilla                      | ---        | 2 (1962, 1977)       | 30            |
| Club Social y de Deportes Concepción          | Concepción    | Região de Bío-Bío                | Quinto Lugar                                       | Estádio Municipal de Concepción          | 35.000     | 2 (1967, 1994)       | 12            |
| Club de Deportes Naval                        | Talcahuano    | Região de Bío-Bío                | Sétimo Lugar                                       | Estádio El Morro                         | 7.152      | 0 (não possui)       | 11            |
| Club Provincial Curicó Unido                  | Curicó        | Região de Maule                  | Décimo Segundo Lugar                               | Estádio La Granja                        | 8.000      | 1 (2008)             | 23            |
| Club Deportivo Unión Temuco                   | Temuco        | Região de Araucanía              | Nono Lugar                                         | Estádio Municipal Germán Becker          | 20.930     | 0 (não possui)       | 4             |
| Club Deportivo San Luis                       | Quillota      | Região de Valparaíso             | Sexto Lugar                                        | Estádio Municipal Lucio Fariña Fernández | 7.500      | 3 (1955, 1958, 1980) | 31            |
| Club Deportivo Magallanes                     | Maipú         | Região Metropolitana de Santiago | Décimo Primeiro Lugar                              | Estádio Santiago Bueras                  | 4.000      | 0 (não possui)       | 28            |
| Corporación Club de Deportes Santiago Morning | Independencia | Metropolitana de Santiago        | Décimo Lugar                                       | Santa Laura                              | 22.375     | 3 (1959, 1974, 2005) | 17            |
| Athletic Club Barnechea                       | Lo Barnechea  | Região Metropolitana de Santiago | Segundo Lugar                                      | Estádio Municipal de Lo Barnechea        | 2.500      | 0 (não possui)       | 2             |
| Club de Deportes Copiapó                      | Copiapó       | Região de Atacama                | Acesso pelo Segunda División Profesional de 2012   | Estádio Luis Valenzuela Hermosilla       | 8.000      | 0 (não possui)       | 10            |
| Club de Deportes Unión San Felipe             | San Felipe    | Região de Valparaíso             | Rebaixado do Campeonato Chileno de Futebol de 2012 | Estádio Municipal de San Felipe          | 18.500     | 3 (1970, 2000, 2009) | 32            |
| Club de Deportes La Serena                    | La Serena     | Região de Coquimbo               | Rebaixado do Campeonato Chileno de Futebol de 2012 | Estádio La Portada                       | 18.500     | 3 (1957, 1987, 1996) | 19            |
| Club Deportivo Universidad de Concepción      | Concepción    | Região de Bío-Bío                | Rebaixado do Campeonato Chileno de Futebol de 2012 | Estádio Municipal de Concepción          | 35.000     | 0 (não possui)       | 6             |

## Campeão
| Campeão Chileno Segunda Divisão 2013                                      |
| ------------------------------------------------------------------------- |
| Club Deportivo Universidad de Concepción (Concepción) (1º título) Campeão |